# Narciarstwo dowolne na Zimowej Uniwersjadzie 2013
Narciarstwo dowolne na Zimowej Uniwersjadzie 2013 odbyło się 15 grudnia oraz 18 grudnia 2013. Zawodnicy rywalizowali w dwóch konkurencjach - slopestyle i skicross. Te same konkurencje odbyły się zarówno dla mężczyzn jak i kobiet.

## Zestawienie medalistów

### Kobiety
| Data            | Godzina     | Konkurencja            | Złoto            | Srebro            | Brąz            |
| --------------- | ----------- | ---------------------- | ---------------- | ----------------- | --------------- |
| 15 grudnia 2013 | 13:00 UTC+1 | Skicross (szczegóły)   | Darja Nikołajewa | Wioletta Kowalska | Wiktorija Struk |
| 18 grudnia 2013 | 12:00 UTC+1 | Slopestyle (szczegóły) | Alexis Keeney    | Fabienne Werder   | Katie Souza     |

### Mężczyźni
| Data            | Godzina     | Konkurencja            | Złoto          | Srebro           | Brąz                |
| --------------- | ----------- | ---------------------- | -------------- | ---------------- | ------------------- |
| 15 grudnia 2013 | 13:00 UTC+1 | Skicross (szczegóły)   | Mateusz Harbat | Igor Omielin     | Jiří Čech           |
| 18 grudnia 2013 | 12:00 UTC+1 | Slopestyle (szczegóły) | Kalle Leinonen | Szczepan Karpiel | Janne van Enckevort |

## Klasyfikacja medalowa
| Miejsce | Państwo           | złoto | srebro | brąz | Razem |
| ------- | ----------------- | ----- | ------ | ---- | ----- |
| 1.      | Rosja             | 1     | 2      | 1    | 4     |
| 2.      | Polska            | 1     | 1      | 0    | 2     |
| 3.      | Stany Zjednoczone | 1     | 0      | 1    | 2     |
| 4.      | Finlandia         | 1     | 0      | 0    | 1     |
| 5.      | Szwajcaria        | 0     | 1      | 0    | 1     |
| 6.      | Czechy            | 0     | 0      | 1    | 1     |
|         | Holandia          | 0     | 0      | 1    | 1     |

## Wyniki

### Kobiety

#### Skicross
| Miejsce | Zawodniczka       | Reprezentacja     | Punkty |
| ------- | ----------------- | ----------------- | ------ |
| złoto   | Darja Nikołajewa  | Rosja             | 70,0   |
| srebro  | Wioletta Kowalska | Rosja             | 56,0   |
| brąz    | Wiktorija Struk   | Rosja             | 42,0   |
| 4.      | Lyske Bruyninckx  | Belgia            | 35,0   |
| 5.      | Toni Hodkinson    | Australia         | 31,5   |
| 6.      | Jessica Webb      | Stany Zjednoczone | 28,0   |
| 7.      | Zuzanna Witych    | Polska            | 25,2   |
| 8.      | Kelia Zigich      | Stany Zjednoczone | 22,4   |
| 9.      | Alexis Keeney     | Stany Zjednoczone | 20,3   |
| 10.     | Katie Souza       | Stany Zjednoczone | -      |

#### Slopestyle
| Miejsce | Zawodniczka     | Reprezentacja     | Czas |
| ------- | --------------- | ----------------- | ---- |
| złoto   | Alexis Keeney   | Stany Zjednoczone | 82,6 |
| srebro  | Fabienne Werder | Szwajcaria        | 65,2 |
| brąz    | Katie Souza     | Stany Zjednoczone | 62,6 |
| 4.      | Zuzanna Witych  | Polska            | 54,8 |
| 5.      | Katie Hitchcock | Stany Zjednoczone | 33,4 |

### Mężczyźni

#### Skicross
| Miejsce | Zawodnik          | Reprezentacja | Punkty |
| ------- | ----------------- | ------------- | ------ |
| złoto   | Mateusz Harbat    | Polska        | 130,0  |
| srebro  | Igor Omielin      | Rosja         | 104,0  |
| brąz    | Jiří Čech         | Czechy        | 78,0   |
| 4.      | Christoph Stoltz  | Austria       | 65,0   |
| 5.      | Michaił Pudowkin  | Rosja         | 58,5   |
| 6.      | Romain Détraz     | Francja       | 52,0   |
| 7.      | Matt Brady        | Kanada        | 46,8   |
| 8.      | Ałon Mułłajew     | Kazachstan    | 41,6   |
| 9.      | Kiriłł Mierienkow | Rosja         | 37,7   |
| 10.     | Artiom Kostienko  | Rosja         | 33,8   |

#### Slopestyle
| Miejsce | Zawodnik            | Reprezentacja     | Czas |
| ------- | ------------------- | ----------------- | ---- |
| złoto   | Kalle Leinonen      | Finlandia         | 87,6 |
| srebro  | Szczepan Karpiel    | Polska            | 87,0 |
| brąz    | Janne van Enckevort | Holandia          | 84,2 |
| 4.      | Maxime Fornier      | Francja           | 79,6 |
| 5.      | Henri Koskelainen   | Finlandia         | 76,6 |
| 6.      | Thomas Kobel        | Szwajcaria        | 76,2 |
| 7.      | Jeremy Brown        | Stany Zjednoczone | 75,6 |
| 8.      | Silvan Jäger        | Szwajcaria        | 74,4 |
| 9.      | Lovrenc Kolenc      | Słowenia          | 65,8 |
| 10.     | Emil Abdułlin       | Rosja             | 63,2 |